# Naturalization Act (1790)
Il Naturalization Act del 1790 (Atto di Naturalizzazione) fu una legge approvata il 26 marzo 1790 dal Congresso degli Stati Uniti, allo scopo di regolamentare ed uniformare l'acquisizione della cittadinanza statunitense per naturalizzazione. Questo provvedimento, tuttavia, limitava la naturalizzazione ai soli "individui bianchi, liberi e di indole buona" (free White persons of good character), ovvero escludendo i Nativi Americani, gli schiavi, la servitù e le minoranze etniche. Gli uomini neri e "liberi" potevano comunque ottenere la cittadinanza in alcuni stati.

## Disposizioni
Tra i requisiti figurava l'obbligo di residenza negli Stati Uniti da almeno due anni e di un anno nello specifico stato per il quale si chiedeva la cittadinanza compilando la Petition for Naturalization (domanda di naturalizzazione) presso una generica corte locale. Una volta appurata la "buona indole" del candidato, la corte lo sottoponeva ad un giuramento di lealtà alla Costituzione degli Stati Uniti. Era concessa anche la facoltà di naturalizzare i figli del candidato, purché minori di 21 anni.
L'Atto garantiva la cittadinanza automaticamente pure ai bambini nati all'estero ma da genitori entrambi americani, mentre questi diritti non si estendevano ai figli o discendenti di individui che non avevano mai risieduto negli Stati Uniti. Per quanto concerne le donne, l'Atto non le escludeva specificamente dall'acquisizione della cittadinanza. All'epoca una donna sposata era sottoposta alla "tutela maritale" (coverture), ovvero i suoi averi, i suoi diritti e persino il suo corpo appartenevano al marito. Ad ogni modo, le donne, i bambini e gli schiavi erano esclusi dalla partecipazione alla vita pubblica e ad essi era negata la possibilità di aprire un'attività così come di votare. Secondo la cultura dell'epoca, infatti, erano persone "prive di discernimento e libero arbitrio", per cui il loro ostracicismo dalla vita pubblica doveva servire ad evitare "depravazioni morali" e conflitti di interessi. Pertanto, non tutti richiedevano la cittadinanza o erano considerati degni di riceverla.

## Disposizioni successive
Il Naturalization Act del 1795 sostituì il precedente atto del 1790. Le nuove disposizioni si fecero più ferree, richiedendo almeno cinque anni di residenza e di dichiarare l'intenzione di acquisire la cittadinanza almeno dopo tre anni di residenza. L'Atto del 1798 alzò il limite a 14 anni di residenza e restò in vigore fino al 1802, quando fu ripristinato il vincolo dei cinque anni di residenza.
Con la legge sulla naturalizzazione del 1804, l'acquisizione della cittadinanza da parte delle donne divenne sempre più vincolata al loro stato coniugale, al punto che nel 1907 la nazionalità di una donna era interamente dipendente dal fatto se fosse sposata o meno.
Degno di nota fu il Treaty of Dancing Rabbit Creek, ratificato dal Congresso nel 1831 per garantire alle tribù Choctaw di ottenere la cittadinanza statunitense se avessero deciso di restare nel Mississippi. Si trattò del primo e numeroso gruppo etnico non-europeo a ricevere questo diritto. La guerra civile americana, tuttavia, comportò modifiche sostanziali alle leggi di naturalizzazione. Il quattordicesimo emendamento del 1868 garantiva la cittadinanza alle persone nate negli Stati Uniti o comunque in territori sottoposti alla giurisdizione americana, indipendentemente dall'etnia a meno che non si trattasse degli "Indiani" (i Nativi che vivevano nelle riserve) esentasse. Nel 1870, invece, la cittadinanza per naturalizzazione fu concessa anche ai forestieri nati in Africa o da genitori africani, mentre revocò questo diritto ai sino-americani. Problemi di acquisizione della cittadinanza da parte delle minoranze cinesi si protrassero per tutto il ventesimo secolo e nel 1898 si chiedeva addirittura che i figli nati da genitori cinesi, ma residenti negli USA, non avessero niente a che fare con la Cina.
Fu soltanto con l'Atto sulla Nazionalità e l'Immigrazione del 1952 che la costituzione americana proibì ufficialmente ogni discriminazione di genere o razza in materia di naturalizzazione.